# Louis Le Vau
Louis Le Vau, nebo také Levau, (1612, Paříž – 11. října 1670, Paříž) byl francouzský architekt, který převážně pracoval pro Ludvíka XIV. a jeho ministra financí Nicolase Fouqueta.
Inspiroval se italským barokem a překonal renesanční styl. Patřil k zakladatelům nového francouzského stylu Ludvíka XIV. Za jeho hlavní dílo je považován zámek Vaux-le-Vicomte. Po smrti Lemerciera převzal výstavbu tuilerijského paláce, Louvru a Versailles.

## Dílo
- Collège des Quatre-Nations, dnes sídlo Institut de France (1661–1670)
- Trianon de Porcelaine (1670–1672)
- Palais du Louvre (1661–1662)
- Pavillon de la Reine na Place des Vosges
- Pavillon du Roi na Place des Vosges
- Zámek Vaux-le-Vicomte (1657–1658)
- Zámek Versailles (1669–1670)
- Zámek Vincennes
- Hôtel Lambert (1642–1644)
- Hôtel de Lauzun (1656–1657)

## Galerie

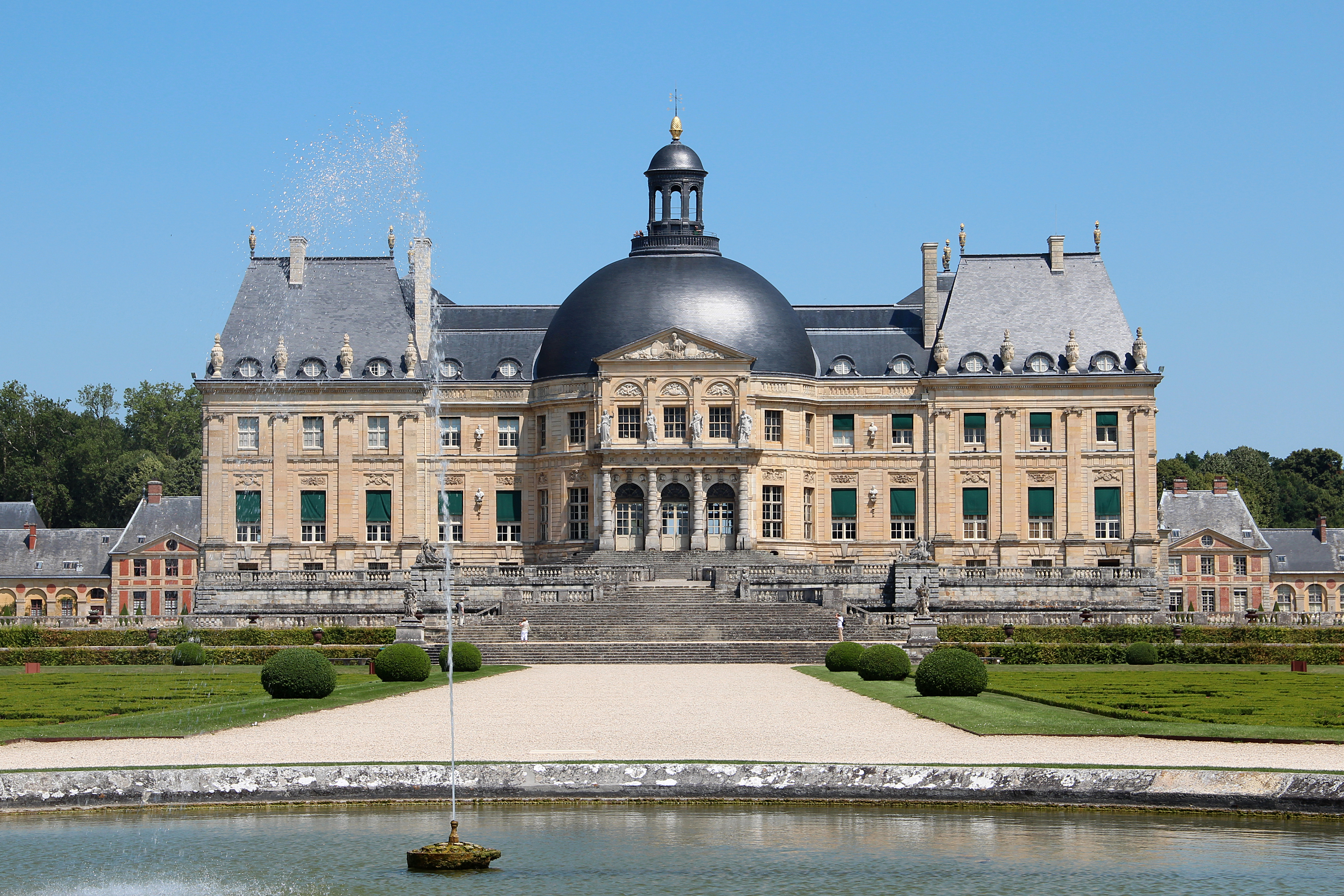
Château de Vaux-le-Vicomte
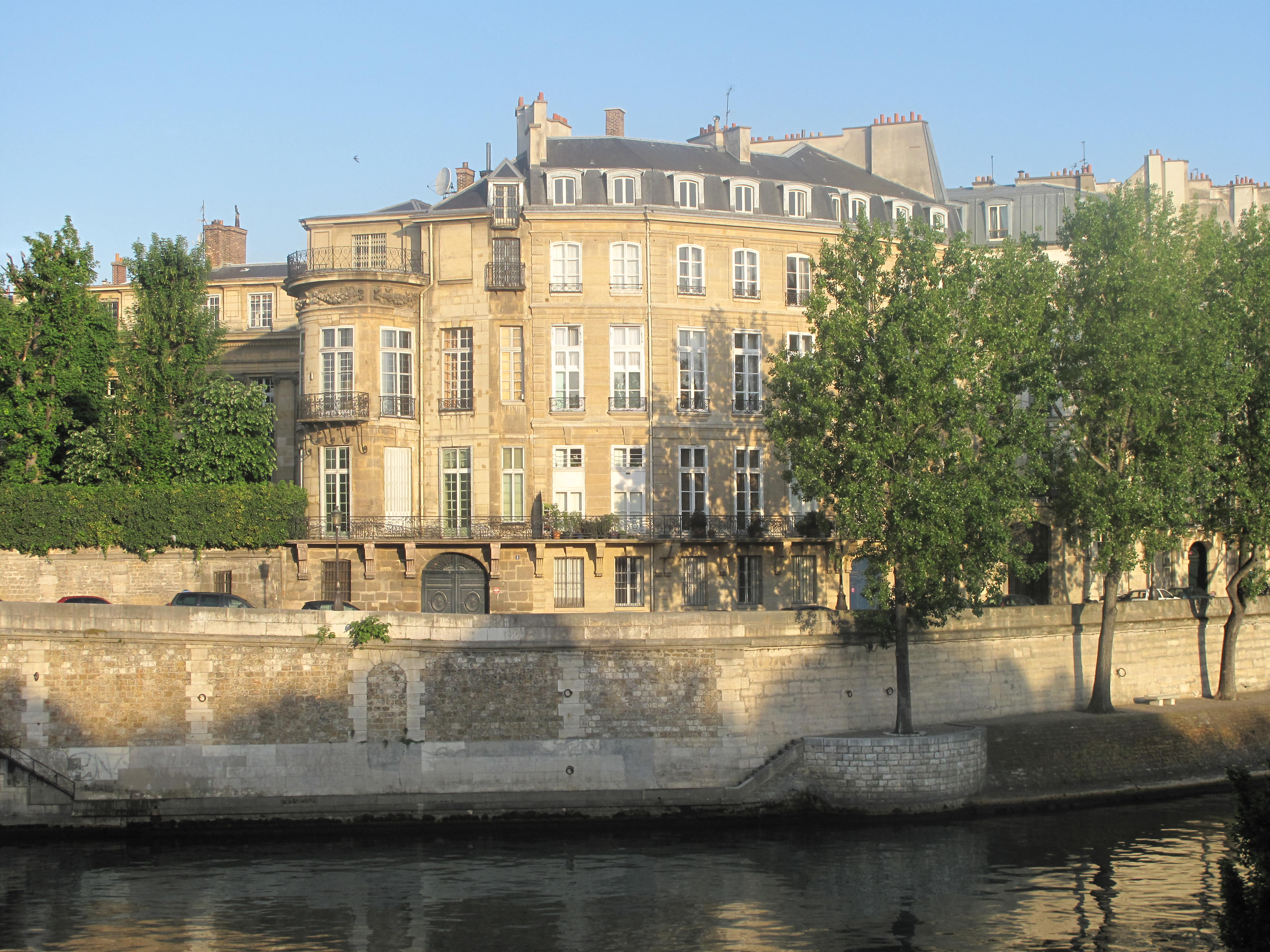
Hôtel Lambert
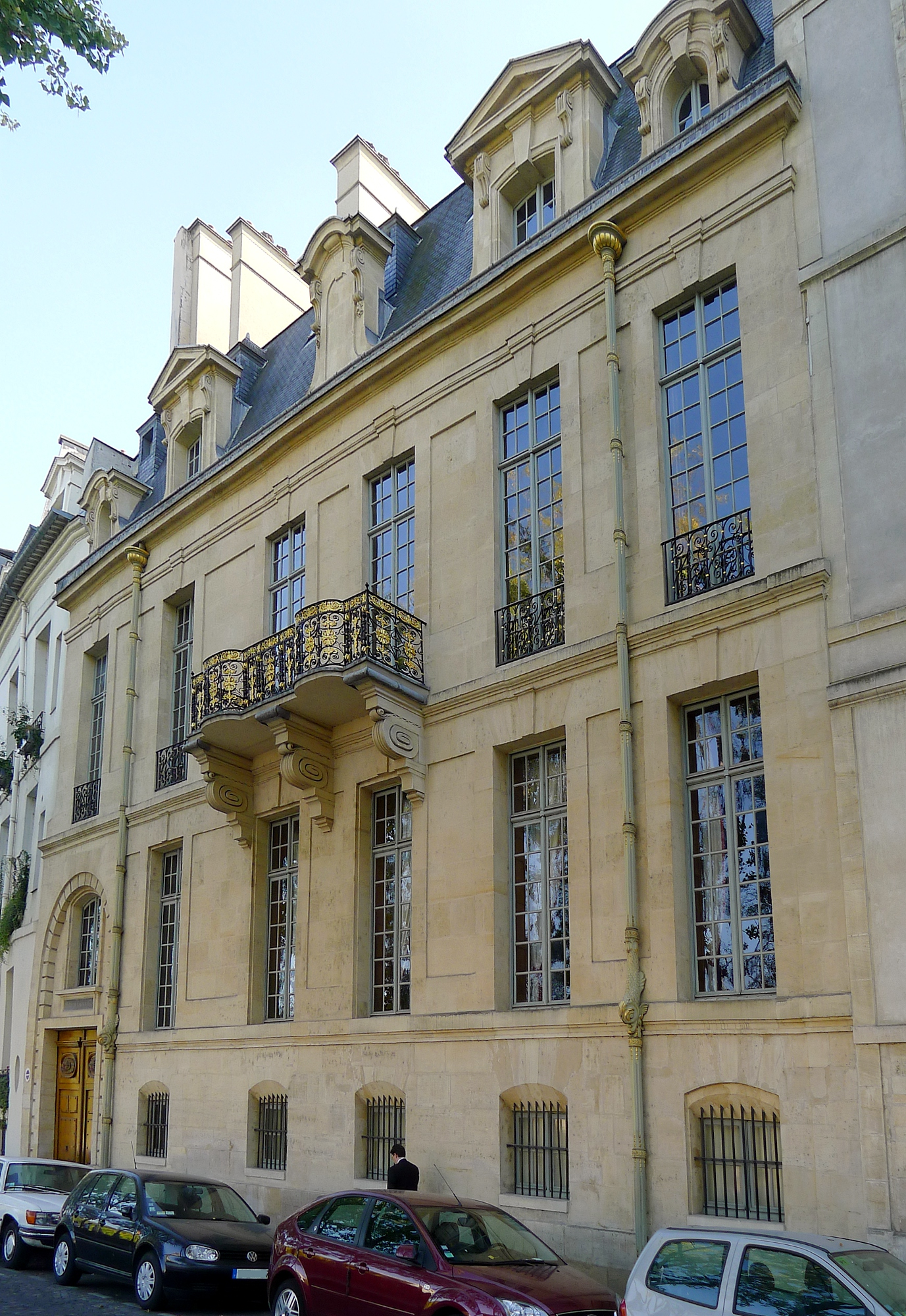
Hôtel de Lauzun